# Агавнадзор (річка)
Агавнадзор (вірм. Աղավնաձոր) — річка, що протікає у Вірменії, права притока Арпи. Довжина — 16 км. Утворюється на південному схилі Каркатарського хребта. На правому березі річки розташоване однойменне село.